# Lưu Hiểu Khánh
Lưu Hiểu Khánh (sinh ngày 30 tháng 10 năm 1955) là nữ diễn viên Trung Quốc, đồng thời cũng là một tỷ phú.

## Tiểu sử
Cô xuất thân trong một gia đình trí thức ở Phù Lăng, Trùng Khánh, Trung Quốc trước đây là tỉnh Tứ Xuyên khi chưa thành lập thành phố Trùng Khánh.
Năm 1969, cô tham gia quân đội, được tuyển chọn vào đội kịch Cờ Chiến ở Thành Đô, bắt đầu thử vai trước ống kính ở xưởng phim Bát Nhất và Trường Thành Nam Hải, từ đó cô đã chính thức đi trên con đường nghệ thuật.

## Phim tham gia

### Phim điện ảnh
| Năm         | Tên                                                           | Vai diễn        | Thông tin thêm    |
| ----------- | ------------------------------------------------------------- | --------------- | ----------------- |
| 2020        | Bát bách                                                      | Dung tỷ         |                   |
| 2011        | Dương Môn Nữ Tướng (Quân Lệnh Như Sơn)                        | Dương Lục Nương |                   |
| 2004        | Xuân hoa khai (春花開)                                        | Tạ Xuân Hoa     |                   |
| 1990        | Đại thái giám Lý Liên Anh (大太監李蓮英)                      | Từ Hy           |                   |
| 1988 - 1989 | Hồng lâu mộng (紅樓夢) (6 bộ 8 tập)                           | Vương Hy Phượng |                   |
| 1988        | Nhất đại yêu hậu (一代妖后) (tên khác: Tây thái hậu (西太后)) | Từ Hy           |                   |
| 1987        | Đại Thanh pháo đội (大清炮隊)                                 | Phùng Ngọc Thư  | Kiêm nhà sản xuất |
| 1987        | Xuân Đào (春桃)                                               | Xuân Đào        |                   |
| 1986        | Phù dung trấn (芙蓉鎮)                                        | Hồ Ngọc Âm      |                   |
| 1985        | Vô tình đích tình nhân (無情的情人)                           | Na Mai Cầm Thố  | Kiêm nhà sản xuất |
| 1979        | Tiều giá nhất gia tử (瞧這一家子)                             | Trương Lam      |                   |
| 1979        | Hôn lễ (婚禮)                                                 | Thịnh Mẫn       |                   |
| 1978        | Tiểu hoa (小花)                                               | Hà Thúy Cô      |                   |
| 1977        | Xuân ca (春歌)                                                | Lý Thúy Chi     |                   |
| 1976        | Đồng chí, cảm tạ anh (同志，感謝你)                           | Dương Khiết     |                   |
| 1975        | Nam Hải Trường Thành (南海長城)                               | Điềm Nữ         |                   |

### Phim truyền hình
| Năm  | Tên                                                                    | Vai diễn                                                      | Thông tin thêm            |
| ---- | ---------------------------------------------------------------------- | ------------------------------------------------------------- | ------------------------- |
| 2009 | Vân Tụ (云袖)                                                          |                                                               | Đang quay                 |
| 2008 | Phụ nữ khổ vì phụ nữ (女人何苦為難女人)                                | Chương Ngọc Anh                                               | 30 tập                    |
| 2008 | Bảo liên đăng tiền truyện (寶蓮燈前傳)                                 | Vương Mẫu nương nương                                         | 35 tập                    |
| 2007 | Gia tộc vinh dự (家族榮譽)                                             |                                                               |                           |
| 2006 | Nhật nguyệt lăng không (日月淩空)                                      | Võ Tắc Thiên                                                  |                           |
| 2006 | Siêu lâm giới (超臨界)                                                 | Lỗ Yến                                                        |                           |
| 2005 | Huy nương Uyển Tâm (徽娘宛心)                                          | Ngô thái thái                                                 | 31 tập                    |
| 2005 | A Hữu chính truyện (阿有正傳)                                          | Trân Cách Cách                                                |                           |
| 2004 | Hoan lạc tang điền (歡樂桑田)                                          | Ma Cô                                                         | 30 tập                    |
| 2004 | Anh chị em tôi (我的兄弟姐妹)                                          | Ái Liên                                                       | 20 tập                    |
| 2004 | Bảo liên đăng (寶蓮燈)                                                 | Vương Mẫu nương nương                                         | 40 tập                    |
| 2004 | Kinh thành tứ thiểu (京城四少)                                         | Cửu di nương                                                  | 30 tập                    |
| 2003 | 281 lá thư (281封信)                                                   | Phương Mĩ Huệ                                                 | 21 tập, kiêm nhà sản xuất |
| 2003 | Vĩnh Lạc anh hùng nhi nữ (永樂英雄兒女)                                | Cẩm Nương                                                     | 36 tập                    |
| 2003 | Giang sơn mỹ nhân (江山美人)                                           | Mạnh Thái hậu                                                 | 30 tập                    |
| 2003 | Trường hà đông lưu (長河東流) (tên khác: Thùy chủ trầm phù (誰主沉浮)) | Hiểu Trang Hoàng thái hậu                                     | 40 tập                    |
| 2002 | Lạc thần (洛神)                                                        |                                                               | 28 tập, nhà sản xuất      |
| 2001 | Phượng hoàng lửa (火鳳凰)                                              | A Đào, cậu chủ Long, Phương Doanh Doanh, Phượng Hoàng, chị họ | 32 tập, kiêm nhà sản xuất |
| 2000 | Hoàng tẩu điền quế hoa (皇嫂田桂花)                                    |                                                               | 20 tập, nhà sản xuất      |
| 1998 | Cuộc tình trốn chạy (逃之戀)                                           | Tiểu Phượng Tiên                                              | 32 tập, kiêm nhà sản xuất |
| 1996 | Lửa thiêu cung A Phòng (火燒阿房宮)                                    | Công chúa, lão bản nương khách sạn, Dư phu nhân               | 40 tập, kiêm nhà sản xuất |
| 1995 | Võ Tắc Thiên (武則天)                                                  | Võ Tắc Thiên                                                  | 30 tập                    |
| 1993 | Tân Bao Thanh Thiên chi anh liệt thiên thu (新包青天之英烈千秋)        |                                                               |                           |
| 1992 | Phong hoa tuyệt đại (風華絕代)                                         | Xuân Nê                                                       | 40 tập                    |

## Văn học
- Năm 1995: Tự truyện của tôi - Từ ngôi sao điện ảnh đến nữ tỷ phú (我的自白錄 - 從電影明星到億萬富姐兒) (tự truyện), Nhà xuất bản Văn nghệ Thượng Hải
- Năm 1992: Tám năm của tôi (我這八年) (tự truyện), Nhà xuất bản Nhân dân Nhật báo (giữ bản quyển ở Trung Quốc đại lục), Nhà xuất bản Hoàng Quán Đài Loan (giữ bản quyền ở nước ngoài)
- Năm 1987: Nghệ thuật và tình yêu (藝術與愛情), Nhà xuất bản Văn nghệ Thượng Hải
- Năm 1983: Con đường của tôi (我的路) (tự truyện)

## Âm nhạc
Các album cá nhân: Nguyên dã tổ khúc (原野組曲), Từ Hy tổ khúc (慈禧組曲), Ca khúc Lưu Hiểu Khánh (劉曉慶的歌), Mừng xuân mới (賀新春), Bách hoa tưởng từ đới (百花獎磁帶), Yêu trong trăm năm (愛在百年)

## Đoạt giải
Cô từng đoạt giải vàng nữ diễn viên phụ đẹp nhất trong giải Bách hoa điện ảnh đại chúng lần thứ ba, giải vàng nữ diễn viên đẹp nhất giải Bách hoa điện ảnh lần thứ 11, giải vàng nữ diễn viên chính đẹp nhất Điện ảnh Trung Quốc lần thứ 7.

## Tỷ phú
Lưu Hiểu Khánh trở thành một trong những người giàu nhất ở Trung Quốc, đứng vị trí thứ 45 trong Danh sách 50 doanh nhân giàu nhất Trung Quốc năm 1999 của Forbes. Cô đã xuất bản cuốn tự truyện Từ ngôi sao điện ảnh đến nữ tỷ phú vào năm 1995. Năm 2002, cô bị bắt vì tội trốn thuế trong vụ liên quan đến công ty của mình: Công ty TNHH Văn hóa và Nghệ thuật Hiểu Khánh Bắc Kinh (Beijing Xiaoqing Culture and Arts Company Ltd.), bị phạt 7,1 tỉ nhân dân tệ và phải ngồi tù 1 năm